# 李恽 (蒋王)
李惲（620年代？—674年），唐太宗李世民第七子，生母王帝释。

## 生平
631年，李惲封郯王，634年，任洺州刺史。636年，改封蒋王，任安州都督，实封八百户。649年，加满千户。652年，徙任梁州都督。李恽令僚佐杜嗣先撰《兔园册府》三十卷。
李恽在安州，多造器用服玩，到了将离任时，有递车四百辆。州县不堪其劳，有司上奏弹劾，唐高宗特宽宥不問。后歴任遂州刺史、相州刺史。674年，转箕州刺史。録事参軍張君徹誣告李惲謀反，高宗派使者調查，李惲惶遽自殺。高宗知道实情后，斬張君徹，追贈李惲为司空、荆州大都督，陪葬昭陵。

## 家庭

### 妻妾
- 元氏，先去世，于显庆元年（656年）陪葬昭陵，其墓为昭陵第111号陪葬墓。
- 孺人：贺兰氏，上元元年十二月卒，年四十。生有五女二子：金華縣主、清陽縣主、慈丘縣主、歸政縣主、未封幼女、浔阳公李爽、李燡。
- 妾：孙法澄，同州冯翊县令孙同的次女，字无所得，贞观十四年（640年）—开元十七年十一月三日（729年11月27日）。上元二年出家为尼，彭王李志暕撰有《兴圣寺主尼法澄塔铭并序》

### 子女
- 博陵郡王李焯
- 汝南郡王、嗣蒋王李煒，被武則天处死。
- 蔡国公李煜（李煌）
- 泗水郡公李炯
- 五原郡公李逖
- 六安郡公李珙
  - 李思绚，六安郡公、忠王府长史、光禄卿
    - 李恕，六安郡公、殿中监
    - 李己，字省躬，都水监丞

  - 李承煦，珍州司马
- 弋陽郡公李煥
- 建寧郡公李玚，字休道
  - 李椐，中山郡王
    - 李齐昌，右卫长史
    - 李齐运，礼部尚书、殿中监、闲厩宫苑使
      - 李赞，初名李庠，太常主簿
      - 李康
      - 李庾
      - 李贽，典膳丞
      - 李氏，嫁京兆府高陵县尉濮阳吴士平

    - 李齐明

  - 李据，初名李思顺
  - 李氏，嫁支元亨
- 九真郡公李發
- 潯陽郡公李爽
- 安定郡公李封
- 咸寧郡公李珪
- 潁田郡公李璋
- 汝南郡公李詧
- 同安郡公李游素
- 真安郡公李游藝

## 延伸阅读
[在维基数据编辑]
 《舊唐書·卷76》，出自刘昫《舊唐書》
 《新唐書·卷080》，出自《新唐書》

## 传记资料
- 《旧唐书》卷七十六·列传第二十六·蒋王惲传
- 《新唐書》卷八十·列传第五·蒋王惲传